# Andrew Wiedeman
Andrew Wiedeman (San Ramon, 22 agosto 1989) è un ex calciatore statunitense con cittadinanza irlandese, di ruolo attaccante.